# Saison 1995-1996 du Football Club auscitain
La saison 1995-1996 du Football Club auscitain est la septième saison consécutive du club gersois en groupe A.
L'équipe, reversée dans le second groupe (entre le 21e et le 40e club français) évolue cette saison sous les ordres des entraîneurs Gérard Lacrampe et Roland Pujo.
Amoindri par des difficultés financières et une crise interne.
Auch subit les départs de Pierre Ortet pour Grenoble, Stéphane Graou et Serge Milhas qui suit son entraîneur Jacques Brunel  pour Colomiers, Auch manque pour 1 point la remontée directe au profit du Paris UC et de Biarritz et perd ensuite en barrage d’accession contre Colomiers 24-9.

## Les matchs de la saison
Auch termine 3e de son groupe avec 40 points soit 11 victoires et 7 défaites.

### À domicile
- Auch-Biarritz 13-23
- Auch-Istres 39-19
- Auch-Montauban 16-9
- Auch-Paris UC 16-19
- Auch-Périgueux 6-3
- Auch-Chateaurenard 39-13
- Auch-Tarbes 19-3
- Auch-Romans 30-19
- Auch-Valence d’Agen 22-14

### À l’extérieur
- Biarritz-Auch 34-0
- Istres-Auch 19-3
- Montauban-Auch 19-14
- Paris UC-Auch 12-18
- Périgueux-Auch 19-3
- Châteaurenard-Auch 16-23
- Tarbes- Auch 9-15
- Romans-Auch 10-44
- Valence d’Agen-Auch 25-14

### Classement  groupe A2
| Pos | Équipe                  | Points |
| --- | ----------------------- | ------ |
| 1   | AS Béziers              | 45     |
| 2   | Stade dijonnais         | 42     |
| 3   | ES Catalane             | 40     |
| 4   | FC Lourdes              | 38     |
| 5   | Stade bordelais         | 36     |
| 6   | US Tyrosse              | 36     |
| 7   | Saint-Paul sports rugby | 36     |
| 8   | Stade rochelais         | 33     |
| 9   | SC Graulhet             | 32     |
| 10  | RC Cannes-Mandelieu     | 22     |

| Pos | Équipe                | Points |
| --- | --------------------- | ------ |
| 1   | Biarritz olympique    | 41     |
| 2   | Paris université club | 41     |
| 3   | FC Auch               | 40     |
| 4   | CA Périgueux          | 39     |
| 5   | Stado Tarbes          | 38     |
| 6   | Istres sports         | 37     |
| 7   | Valence d'Agen        | 34     |
| 8   | US Montauban          | 33     |
| 9   | US Romans             | 32     |
| 10  | RC Châteaurenard      | 25     |

### Barrages
| Équipe 1              | Équipe 2        | Résultat |
| --------------------- | --------------- | -------- |
| RRC Nice              | ES Catalane     | 9-12     |
| Biarritz olympique    | AS Montferrand  | 3-40     |
| US Dax                | FC Lourdes      | 49-13    |
| AS Béziers            | USA Perpignan   | 18-31    |
| FC Auch               | US Colomiers    | 9-24     |
| SU Agen               | Stade dijonnais | 35-3     |
| Paris université club | Section paloise | 28-54    |
| CA Périgueux          | RC Nîmes        | 18-15    |

Les équipes dont le nom est en caractères gras sont qualifiées pour les huitièmes de finale.

## Challenge de l'Espérance

### Phases finales
- Finale : Nice-Auch 15-3

## Effectif
- Arrières : Frédéric Cazaux, Thierry Labric, Vincent Thomas
- Ailiers : Jean-François Aguilar, Serge Lauray, Jérôme Lussan, Moktar Oufriche
- Centres : Stéphane Auzou, Benoît Bornancin, Stéphane Cambos, Christophe Dalgalarrondo, Jérôme Saint Martin
- Ouvreurs : Philippe Bérot, Frédéric Daroque
- Demis de mêlées : Patrick Cazaux, Yannick Saladié, Yoan Wencker
- Troisièmes lignes centre : David Barthélémy, Denis Durante, Grégory Patat
- Troisièmes lignes aile : Jérôme Baradat, Driss Khaldoum, Jérôme Rouquet
- Deuxièmes lignes : Sandu Ciorăscu, Jean-Louis Gaussens, Thierry Magnaval, Jérôme Soufflet, Denis Tomasella
- Talonneurs : Jean-Marc Béderède, Patrick Pérusin, Jean-Baptiste Rué
- Piliers : Stéphane Cinq Fraix, Luc Gadenne, Thierry Pomès, Christian Rocca, Joël Rocca

## Transferts en fin de saisons

### Départs
- Vincent Thomas à Agen
- Yannick Bru à Toulouse

### Arrivés
- Patrick Bosque (arrière) de ?
- Paul Okesene (Centre) de Counties Manukau (Rugby à 13)
- Daroque (Ouvreur) de Condom
- Johan Wencker (demi de mêlée) de ?
- Tomasella (deuxième ligne) de ?
- Jean-Baptiste Rué formé à Saint Gaudens monte des Juniors.